# 朱福詵
朱福诜（1841年—1919年），字桂卿，浙江海盐县澉浦镇人。清朝及中华民国政治人物，教育家、医生。

## 生平
朱福诜自幼聪明好学，读书十余年，通经书、佛经、医学。后来他教书为生，张元济曾为其学生。后来他以拔贡入仕，清朝光绪五年（1879年）他中举，光绪六年（1880年）他成为进士，同年五月，改翰林院庶吉士。光緒九年四月，散館，授翰林院編修。此后他历任国子监司业，翰林院传讲，翰林院侍读学士，经筵讲官。光绪十八年（1892年）他任会试同考官。光绪二十三年（1897年）他任河南学政。光绪二十九年（1903年）他任贵州学政。他以编书之劳获二品顶戴，赏戴花翎，授资政大夫，晋升荣禄大夫。
辛亥革命后，他卸职回归家乡。后来他受总统徐世昌之邀，任总统顾问，并迁居天津。
他精通医术，其亲友慕名前来求治者不少。他曾经治愈了妻子张氏、徐秀生之妻朱氏的不孕症。工书法。

## 著作
- 《论学述问》
- 《复安室诗文集》
- 《医方汇编》
- 《医学论述》